# Saser Kangri

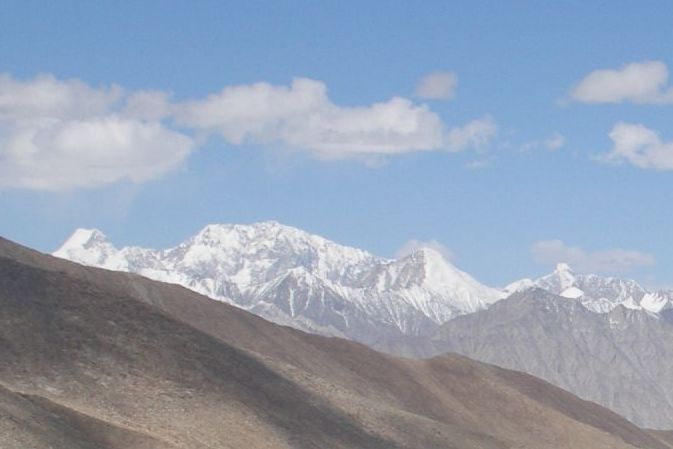
Saser Kangri III (vlevo) a Saser Kangri II (vpravo)

Saser Kangri (také Sasir Kangri) je hora v Indii. Je to nejvyšší vrchol v oblasti Saser Muztagh, nejvýchodnější části pohoří Karákóram. Saser Kangri se nachází v Džammú a Kašmíru, nejsevernějším státě Indie.

## Masiv Saser Kangri
Masiv Saser Kangri se skládá ze šesti vrcholů:
| Saser Kangri I       | 7 672 m n. m. | Prominence = 2 304 m 34°52′ s. š., 77°45′9″ v. d.     | Nejvyšší hory #35     |
| Saser Kangri II East | 7 518 m n. m. | Prominence = 1 450 m 34°48′15″ s. š., 77°48′18″ v. d. | Nejvyšší hory #49     |
| Saser Kangri II West | 7 500 m n. m. | †                                                     |                       |
| Saser Kangri III     | 7 495 m n. m. | Prominence = 850 m 34°50′44″ s. š., 77°47′6″ v. d.    | Seznam sedmitisícovek |
| Saser Kangri IV      | 7 416 m n. m. | †                                                     |                       |
| Plateau Peak         | 7 287 m n. m. | †                                                     |                       |

## Historie výstupů
První pokusy o lezení na Saser Kangri se odehrály na její západní straně od údolí Nubra, jelikož je snadněji přístupná než východní strana, která stojí proti tibetské plošině. Neúspěšné pokusy o lezení několika skupinami na západní straně během let 1922-1970 ukázaly, že západní strana je obtížná.
V roce 1973 se indicko-tibetské expedici skládající se z členů pohraniční policie podařilo dosáhnout prvovýstupu na vrchol z jihovýchodní strany. Teprve v roce 1987 se horolezcům podařil výstup na vrchol ze západní strany. Indicko-britský tým úspěšně vyšplhal na vrchol společně s prvním výstupem na Saser Kangri IV.
Saser Kangri II West byl poprvé vylezen v roce 1984 indicko-japonským týmem, který v té době věřil, že vrchol je vyšší než Saser Kangri II East. Teprve poté bylo zjištěno, že je nižší. Na Saser Kangri II East poprvé stanuli horolezci Mark Richey, Steve Swenson a Freddie Wilkinson dne 24. srpna 2011. Do té doby to byla po Gangkhar Puensumu druhá nejvyšší nevylezená hora na světě.
Vrchol Saser Kangri III byl poprvé vylezen expedicí indicko-tibetské pohraniční policie v roce 1986. Na vrcholu stanuli horolezci Budhiman, Neema Dorjee, Sher Singh, Tajwer Singh, Phurba Sherpa a Chhewang Somanla.